# Dornap
Dornap is een stadsdeel van de Duitse stad Wuppertal. Tot de gemeentelijke herindeling van 1975 hoorde Dornap tot de gemeente Wülfrath.
Dornap is binnen Duitsland bekend als winplaats van kalksteen. In Dornap waren de Rheinisch-Westfälische Kalkwerke gevestigd, de moedermaatschappij van het Nederlandse Durox Gasbeton B.V.